# Zanzibar

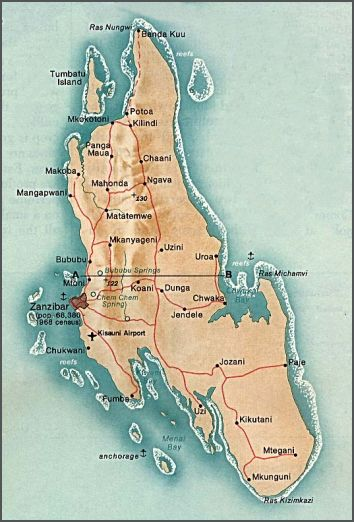
Harta cu insula principală din sud a arhipelagului Zanzibar

Steagul Zanzibarului din ianuarie 2005

Zanzibar este un arhipelag de lângă coasta de est africană, fiind alcătuit din insula principală cu același nume (Zanzibar sau Unguja se citește Unguudșa) având suprafața de 1.658 km² și în nord insula Pemba cu 984 km².
Zanzibar este un teritoriu autonom ce aparține de Tanzania fiind compusă din Tanganika și Zanzibar. Capitala a preluat denumirea insulei principale - Zanzibar City fiind renumită pentru orașul vechi, Stone Town.

## Populație
Populația insulei număra în anul 2000 aproape un milion de locuitori, fiind alcătuită din africani, indieni, perși și arabi. Din punct de vedere religios 98 % sunt musulmani, limba oficială fiind kisuaheli sau swahili, o limbă din familia bantu (orginară din regiunea Congo) foarte răspândită în Africa de est.
Mai există o minoritate de cca 10 000 de Kharidjiten (popor cu care au fost conflicte la alegerea califului). Problemele și conflictele politice din Zanzibar sunt generate de tendința arabă de a constitui un stat islamic independent de Tanzania.

## Istoric

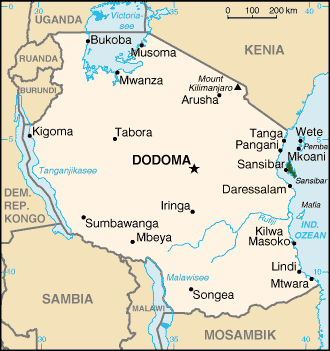
Așezarea Tanzaniei și Zanzibarului care este marcat cu verde

Primii care au sosit pe insulă au fost negustorii arabi prin secolul VIII, ei denumind coasta insulei bar des zandj  (coasta omului negru), prin arabi extinzându-se și religia islamului pe insulă.
Datorită necesității de comunicare a negustorilor arabi și locuitorii insulei ia naștere o limbă nouă suaheli (sâhil = arab: coastă), care este un amestec dintre limba arabă și o limbă africană, la care se adaugă ulterior fragmente din limba engleză. La sosirea lui Vasco da Gama (28 ianuarie 1499) existau deja așezări arabe pe insulă, ca și relații comerciale cu India. 
În 1503 sosesc portughezii care întemeiază un centru comercial pe insulă, distrugând relațiile comerciale musulmane.
La sfârșitul secolului XVII portughezii pierd controlul asupra regiunii, în Zanzibar înființându-se un sultanat cu centrul în Oman. Comerțul decade și apare comerțul cu sclavi care durează mai multe secole, Zanzibarul și Madagascarul numărându-se printre centrele importante a comerțului cu sclavi și fildeș din Oceanul Indian. Din 1818 încep să se cultive masiv mirodenii (cuișoare) sub dominație musulmană care continuă comerțul cu sclavi și arme de foc. Din 1698 dinastia din Oman  construiește clădiri din piatră și o fortăreață, arabii preluând rolul de conducători ai insulei.
La începutul secolului XIX tranzacția cu sclavi atinge cifre între 6 000 și 10 000 de sclavi vânduți pe an ce reprezenta 75 % din numărul de locuitori ai insulei. Până în 1870 sultanatul din Zanzibar s-a extins până la Lacul Tanganyika iar după moartea lui Sayyid Sa‘îds (1856), sultanatul va fi împărțit.

In 1883 este construit un far și va fi electrificat palatul sultanului. Din anul 1886 o delegație germano-engleză stabilește granițele Zanzibarului pe continentul african. Sultanatul din Zanzibar devine tot mai mic și în 1890 insula Zanzibar și Perma devin protectorat britanic. La 10 decembrie 1963 are loc declarația de independență  a Zanzibarului eliberat de sub colonialismul britanic, ulterior urmând o revoluție ce a dus la desființarea sultanatului.

## Lista sultanilor din Zanzibar

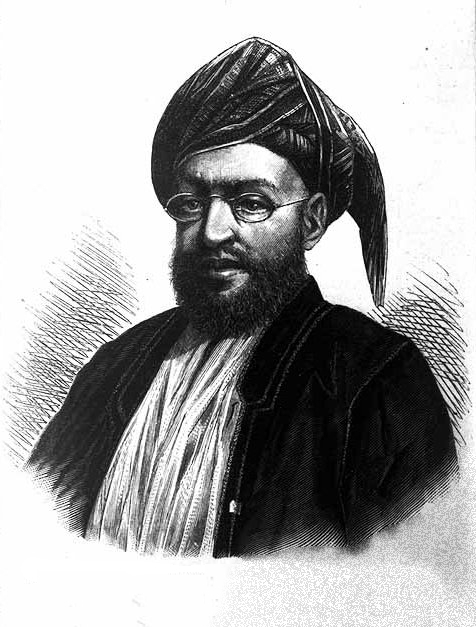
Seyid Chalifa ben Said

1. Sayyid Sa‘îd ibn Sultân (1804–1856).
2. Mâdjid ibn Sa‘id (1856–1870).
3. Barghash ibn Sa‘îd (1870–1888).
4. Khalîfa ibn Sa‘îd (1888–1890).
5. ‘Alî ibn Sa‘îd (1890–1893).
6. Hâmid ibn Thuwainî ibn Sa‘îd (1893–1896).
7. Hammûd ibn Muhammad ibn Sa‘îd (1896–1902).
8. ‘Alî ibn Hammûd (1902–1911).
9. Khalîfa ibn Harûb ibn Thuwainî (1911–1960).
10. ‘Abdallâh ibn Khalîfa (1960–1964) (Revoluție).

Anm.: Thuwainî, primul fiu Sayyid Sa'îds, moștenește în 1856 Oman cu capitala Masqat (Said-Dynastie).
După revoluția din 1964  Sheikh Abeid Amani Karume este ales ca președinte al statului . El este omorât prin atentatul de la  7 aprilie 1972. Urmașul său este Aboud Jumbe Mwinyi. Din anul 2000 președintele Zanzibarului este fiul lui Karume Amani Abeid Karume.

## Economie

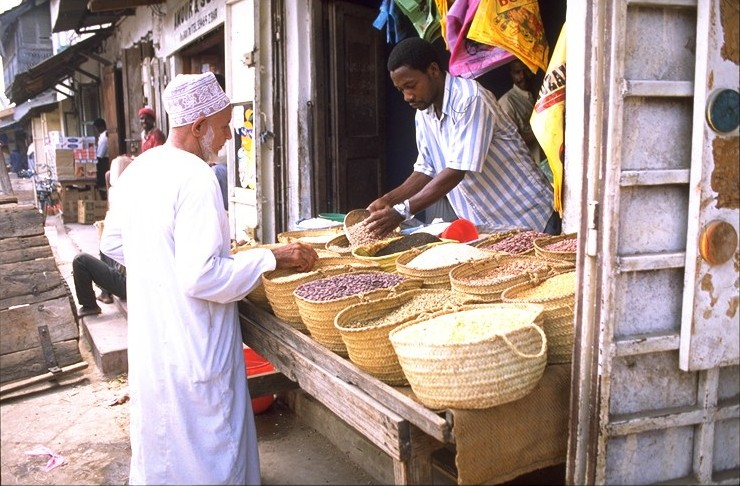
Comerț cu mirodenii in Stone Town, 1996

Economia insulei se bazează pe cultivarea mirodeniilor (cuișoare, scorțișoare, piper și nuca muscat), ca și diferite preparate cosmetice și farmaceutice obținută din alge, care au fost aduse din Asia și distrug treptat bancurile de corali.

## Geografie

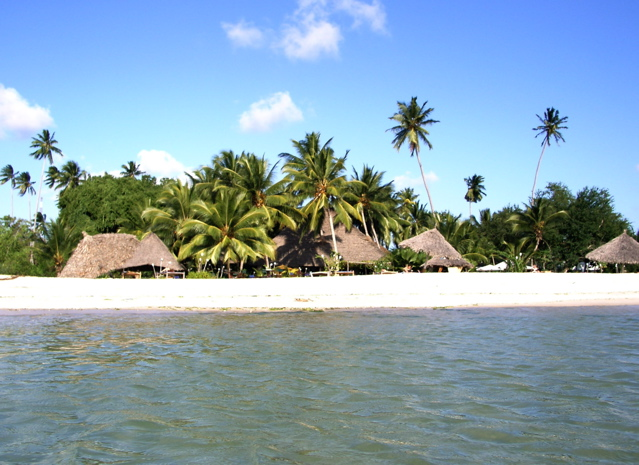
Strand, în apropiere de Stone Town

Coasta de vest a Zanzibarului este fragmentată de existența recifelor de corali, având o plajă de nisip îngustă, lângă țărm apa fiind adâncă, pe când coasta de est nefiind fragmentată, este expusă unei acțiuni intense a valurilor și mareelor. Teritoriul de vest al insulei este deluros (max. 135 m înălțime) cu depresiuni mlăștinoase și ape curgătoare numeroase ca  Zingwe-Zingwe și der Mwera. Datorită aluviunilor aduse solul este roditor, pe când teritoriul de est al insulei este neted cu doline carstice și neroditor.

## Clima
Clima de pe insulă este pe nedrept considerată ca o climă nesănătoasă, fiind o climă maritimă tropicală, căldurile cele mai mari apărând în lunile decembrie și ianuarie, cu o temperatură medie anuală de 26,5°C.

## Flora și fauna
Zanzibarul este unicul loc de pe glob unde trăiește maimuța  Piliocolobs kirkii ; la fel țărmul nisipos al insulei este vizitat ca loc de depunere a ouălor de țestoasa de mare (Cheloniidae).

## Imagini

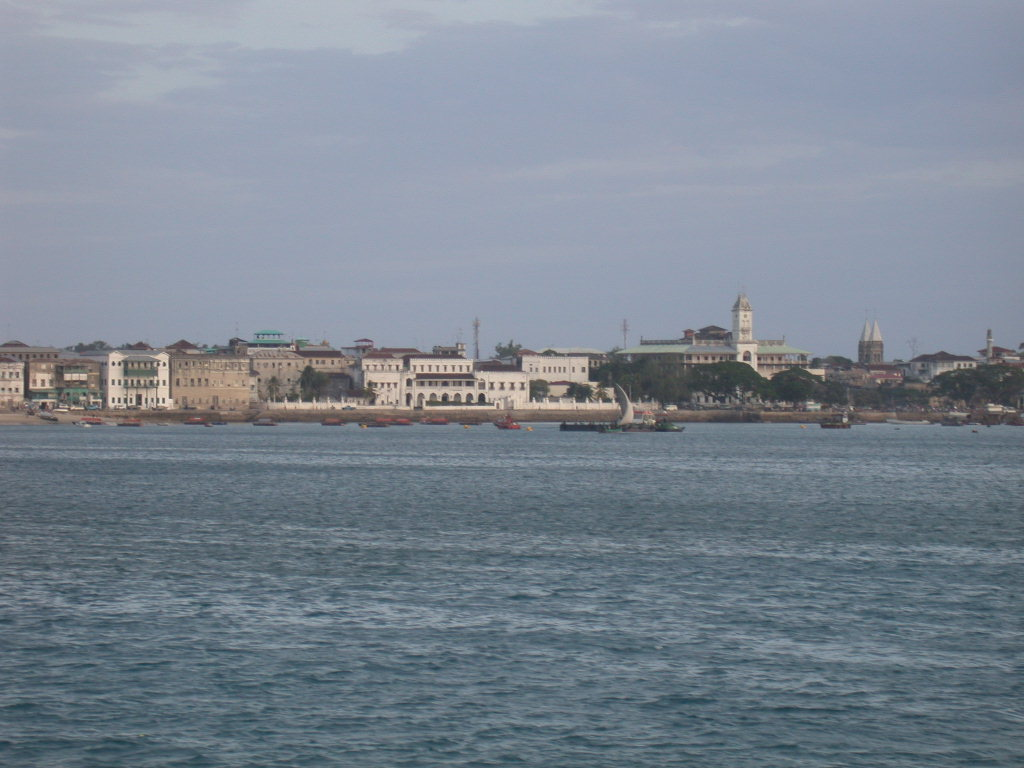
Zanzibar City, 2004
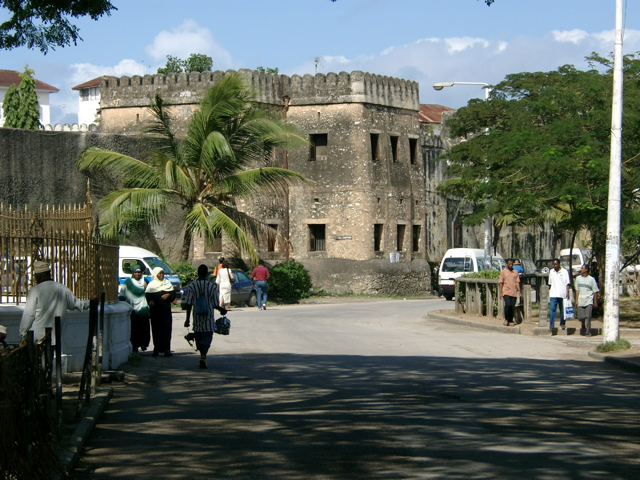
Fortăreaţa veche
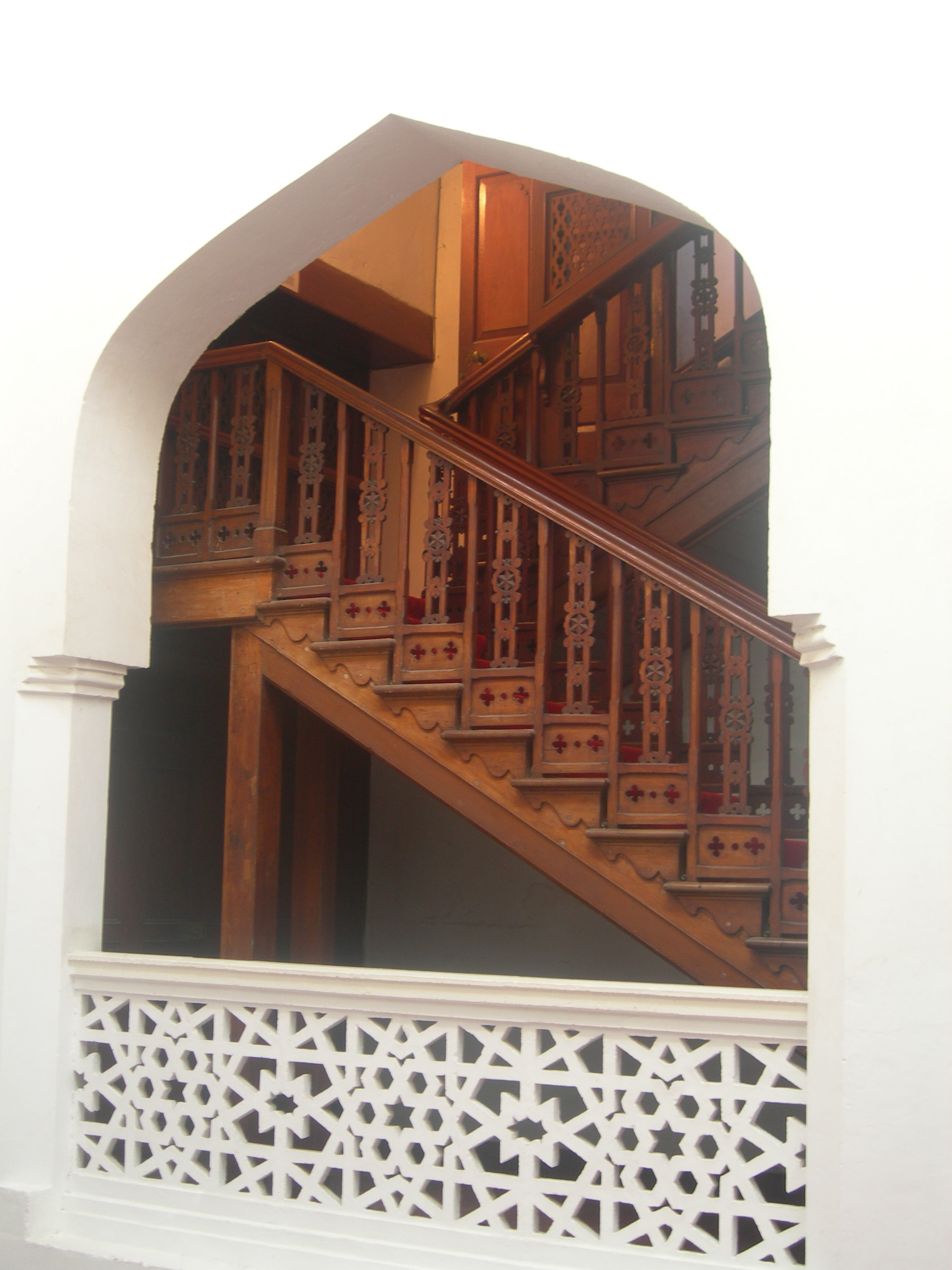
Stone Town, „House Of Wonders”
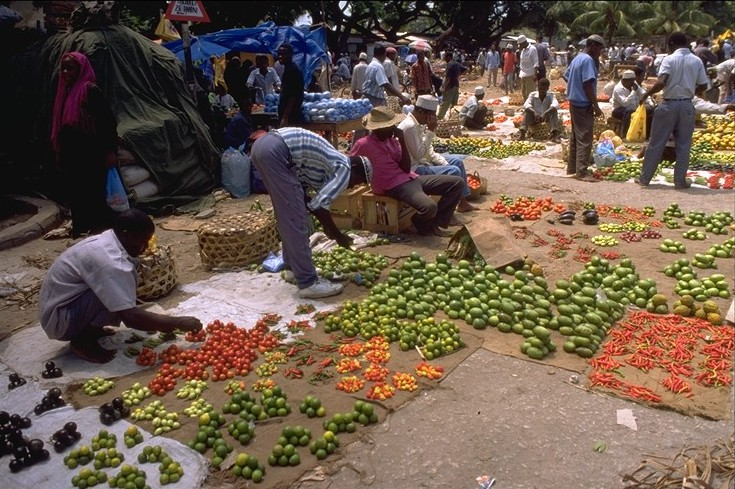
Stone Town, Piaţă